# Idomene intermedia
Idomene intermedia är en kräftdjursart som beskrevs av Lang 1935. Idomene intermedia ingår i släktet Idomene och familjen Thalestridae. Inga underarter finns listade i Catalogue of Life.